# 22. Flak-Division
Die 22. Flak-Division war ein Großverband der Bodentruppen der deutschen Luftwaffe im Zweiten Weltkrieg. Zuständig war die Division bei Aufstellung für die Abwehr von einfliegenden gegnerischen Flugzeugen mittels Flugabwehrgeschützen im östlichen Ruhrgebiet und angrenzenden Gebieten von Westfalen und Nordhessen.

## Geschichte
Der Führungsstab der 22. Flak-Division wurde im April 1943 unter dem Kommando von Oberst Johann Edler von Krziwanek in Dortmund aufgestellt und übernahm dort die Führung der Flakeinheiten in Westfalen, Nordhessen sowie die Luftraumverteidigung des östlichen Ruhrgebiets. Ihre Gliederung umfasste zum 1. November 1943 unter dem neuen Kommando des späteren Generalmajors Friedrich Römer folgende Kräfte:
- Flakscheinwerfer-Regiment 54 Münster, (ab 1944 dann Flak-Regiment 54)
- Flak-Regiment 67 Bochum,
- Flak-Regiment 103 Kurhessen,
- Flak-Regiment 124 Dortmund,
- Flakscheinwerfer-Regiment 146 Dortmund,
- Flak-Regiment 183 Hagen sowie das
- Eisenbahn-Flak-Regiment 112 E

Insgesamt verfügte die 22. Flak-Division über 121 schwere (davon allein 52 in Dortmund), 41 mittlere und leichte Batterien sowie über 39 Scheinwerferbatterien. Bis Ende Dezember 1944 gab es, wie bei den Flak-Divisionen üblich, mehrere Ab- und Zugänge einzelner Flak-Regimenter. Mit nahendem Kriegsende ab Februar 1945 wurden die Flak-Regimenter der 22. Flak-Divisionen in erster Linie zum Erdbodenkampf (Rheinfront) genutzt. Die letzte große organisatorische Änderung der 22. Flak-Division erfolgte am 1. März 1945. Der kurzzeitig zum Kommandeur der 22. Flak-Division ernannte Oberst Giese (30. Januar 1945 bis Februar 1945) wurde in den letzten Kriegswochen wieder von Römer abgelöst. Mit Beginn des Monats März 1945 wurden dem Kommando der 20. Flak-Division alle noch zur Verfügung stehenden Flakkräfte des Luftgaues VI unterstellt. Am 24. März 1945 wurden das Flak-Regiment 47 (Münster), das Flak-Regiment 67 (Bochum) sowie das Flak-Regiment 124 (Dortmund) aus ihrer Aufgabe der Heimatluftverteidigung herausgelöst und behelfsmäßig motorisiert. Die Regelung wurde jedoch schon am 2. April wieder fallengelassen und durch einen neuen Kampfauftrag abgelöst. Die drei genannten Flak-Regimenter erhielten die Aufgabe, eine neue Auffanglinie im Raum Witten und Schwerte aufzubauen, diese wurden jedoch, noch bevor sie aufgebaut werden konnte, am 2. April 1945 von den Amerikanern angegriffen und überrannt. Einige wenige Batterien der 22. Flak-Divisionen kämpften noch im Zusammenhang mit der Heeresgruppe B an der Ruhr. Mit Erlöschen des Widerstands der Wehrmachtseinheiten im Kessel bis 21. April 1945 ist dann auch die 22. Flak-Division mit den ihnen unterstellten Verbänden aufgerieben oder in Kriegsgefangenschaft geraten.